# Asociación Sudasiática para la Cooperación Regional
La Asociación Sudasiática para la Cooperación Regional (en inglés South Asian Association for Regional Cooperation o Saarc), establecida el 8 de diciembre de 1985, es una asociación de ocho países del sur asiático de los cuales Afganistán ingresó como octavo miembro el 3 de abril de 2007 y ocho observadores.
La SAARC se fundó en Dhaka el 8 de diciembre de 1985. Su secretaría tiene su sede en Katmandú, Nepal. La organización promueve el desarrollo de la integración económica y regional. Puso en marcha la Zona de Libre Comercio de Asia Meridional en 2006. La SAARC mantiene relaciones diplomáticas permanentes en las Naciones Unidas como observador y ha desarrollado vínculos con entidades multilaterales, incluida la Unión Europea.

## Historia
La idea de la cooperación entre los países del sur de Asia se debatió en tres conferencias: la Conferencia de Relaciones Asiáticas celebrada en Nueva Delhi en abril de 1947; la Conferencia de Baguio en Filipinas en mayo de 1950; y la Colombo Powers Conference celebrada en Sri Lanka en abril de 1954.
En los últimos años de la década de 1970, las siete naciones del interior de Asia Meridional, que incluían a Bangladés, Bután, India, Maldivas, Nepal, Pakistán y Sri Lanka, acordaron la creación de un bloque comercial y proporcionar una plataforma para que los pueblos de Asia Meridional trabajaran juntos en un espíritu de amistad, confianza y entendimiento. El presidente Ziaur Rahman dirigió posteriormente cartas oficiales a los líderes de los países del sur de Asia, en las que presentaba su visión del futuro de la región y los argumentos de peso para la misma. Durante su visita a la India en diciembre de 1977, Rahman trató el tema de la cooperación regional con el primer ministro indio, Morarji Desai. En el discurso inaugural del Comité Consultivo del Plan de Colombo que se reunió en Katmandú también en 1977, el rey Birendra de Nepal hizo un llamamiento a una estrecha cooperación regional entre los países del sur de Asia para compartir las aguas de los ríos.
Tras la intervención de la RSS en el Afganistán, se aceleraron los esfuerzos para establecer la unión en 1979 y el consiguiente rápido deterioro de la situación de seguridad en el sur de Asia. En respuesta a la convención de Rahman y Birendra, los funcionarios de los Ministerios de Asuntos Exteriores de los siete países se reunieron por primera vez en Colombo en abril de 1981. La propuesta de Bangladés fue rápidamente respaldada por Nepal, Sri Lanka, Bután y Maldivas, pero India y Pakistán se mostraron inicialmente escépticos. La preocupación india era la referencia de la propuesta a los asuntos de seguridad en el sur de Asia y temía que la propuesta de Rahman de crear una organización regional pudiera dar la oportunidad a los nuevos vecinos más pequeños de volver a internacionalizar todos los asuntos bilaterales y unirse entre sí para formar una oposición contra India. Pakistán supuso que podría tratarse de una estrategia india para organizar a los demás países del sur de Asia contra Pakistán y garantizar un mercado regional para los productos indios, consolidando y reforzando así el dominio económico de India en la región.
Sin embargo, tras una serie de consultas diplomáticas encabezadas por Bangladés entre los representantes del sur de Asia en la sede de la ONU en Nueva York, entre septiembre de 1979 y 1980, se acordó de que Bangladés prepararía el borrador de un documento de trabajo para su discusión entre los secretarios de asuntos exteriores de los países del sur de Asia. Los secretarios de asuntos exteriores de los siete países del interior volvieron a delegar en un Comité Plenario en Colombo en septiembre de 1981, en el que se identificaron cinco grandes áreas de cooperación regional. En los años siguientes se añadieron nuevas áreas de cooperación.
En 1983, en la conferencia internacional celebrada en Dhaka por su Ministerio de Asuntos Exteriores, los ministros de Asuntos Exteriores de los siete países adoptaron la Declaración sobre la Cooperación Regional de la Asociación de Asia Meridional (SAARC) y lanzaron formalmente el Programa de Acción Integrado (PIA) inicialmente en cinco áreas de cooperación acordadas, a saber, Agricultura; Desarrollo Rural; Telecomunicaciones; Meteorología; y Actividades de Salud y Población.
Oficialmente, la unión se estableció en Dhaka siendo Katmandú la secretaría general de la unión. La primera cumbre de la SAARC se celebró en Dhaka los días 7 y 8 de diciembre de 1985 y fue organizada por el presidente de Bangladés Hussain Ershad. La declaración firmada por el rey de Bután Jigme Singye Wangchuk, el presidente de Pakistán Zia-ul-Haq, primer ministro de la India Rajiv Gandhi, Rey de Nepal Birendra Shah, Presidente de Sri Lanka JR Jayewardene, y Presidente de Maldivas Maumoon Gayoom.

## Estados observadores
Además la organización cuenta con los siguientes estados observadores:
- Argentina
- Australia
- Birmania
- China
- Unión Europea
- Indonesia
- Irán
- Japón
- Corea del Sur
- México
- Sudáfrica
- Turquía[12]
- Estados Unidos

## Objetivos
Según la Carta de la SAARC, sus objetivos son los siguientes:
1. Acelerar el crecimiento económico, el progreso social y el desarrollo cultural en la región y dar a todas las personas la oportunidad de vivir con dignidad y desarrollar todo su potencial.
2. Promover y fortalecer la autosuficiencia colectiva entre los países del sur de Asia,
3. Confianza mutua, comprensión de los problemas de los demás,
4. Promover la cooperación activa y la asistencia mutua en los campos económico, cultural, técnico, social y científico,
5. Fortalecer la cooperación con otros países en desarrollo,
6. Fortalecer la cooperación en foros internacionales en asuntos de interés mutuo,
7. Apoyar a otras organizaciones internacionales y regionales con metas y objetivos similares,
8. Mejorar el bienestar de la gente del sur de Asia y mejorar su nivel de vida.
9. Incrementar el crecimiento económico, el progreso social y el desarrollo cultural de esta región.
10. Aumentar y mejorar la autosuficiencia colectiva entre las naciones del sur de Asia.
11. Contribuir a los problemas de los demás con confianza y comprensión mutua.
12. Incrementar la participación activa y la cooperación mutua en los campos económico, social, cultural, técnico y científico.

## Cumbres de la SAARC
La Asociación de Asia Meridional para la Cooperación Regional (SAARC) se estableció el 8 de diciembre de 1985. Afganistán es la última nación SAARC establecida por Nepal, Pakistán, Bangladés, India, Bután, Maldivas y Sri Lanka. La 14.ª Cumbre celebrada en India en abril de 2007 otorgó la membresía a Afganistán.
La contribución del entonces presidente de Bangladés Ziaur Rahman en el establecimiento de SAARC ha sido significativa. Rahman propuso la formación de un grupo empresarial de naciones del sur de Asia en la década de 1970. Escribió una carta el 2 de mayo de 1980, pidiendo una cumbre de jefes de Estado / Gobierno de las naciones del sur de Asia, avanzando en el concepto de "cooperación regional del sur de Asia". La primera reunión de los Ministros de Relaciones Exteriores de los siete países se llevó a cabo en 1981 en Colombo, Sri Lanka. Luego de una serie de reuniones, la cumbre celebrada en Bangladés los días 7 y 8 de diciembre de 1985 aceptó formalmente los estatutos de la Asociación del Sur de Asia para la Cooperación Regional.

## Área de Libre Comercio del Sur de Asia

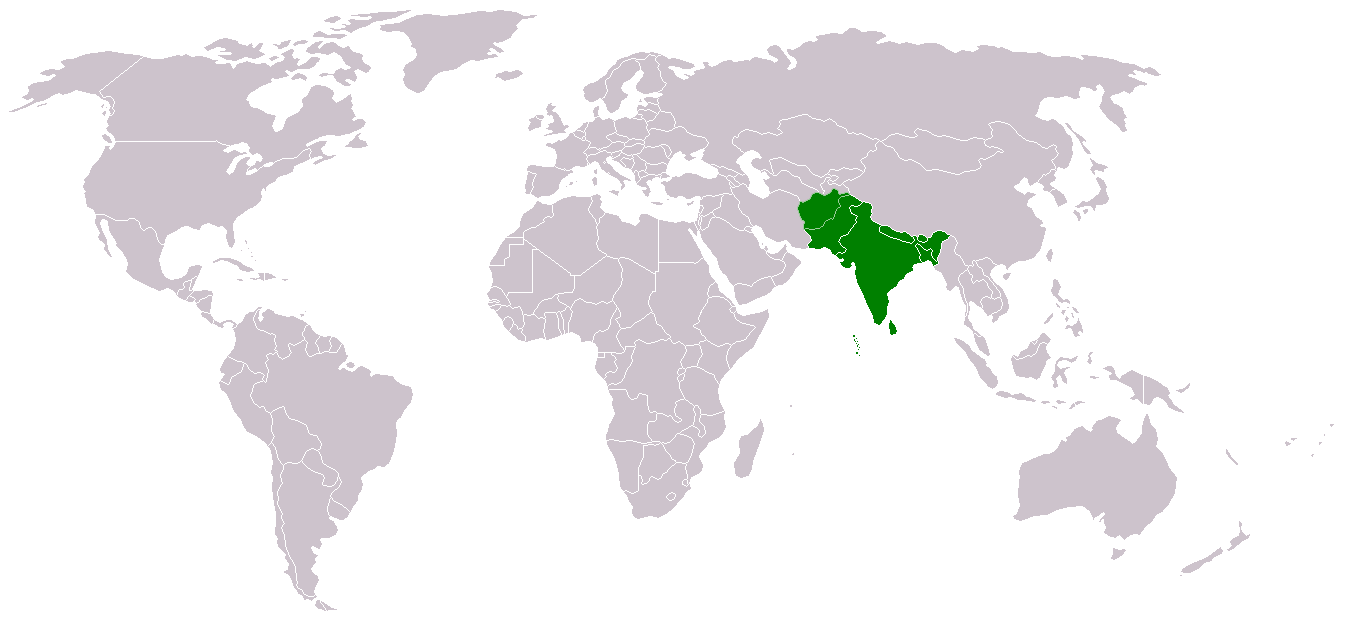
Países del Área de Libre Comercio del Sur de Asia

La SAFTA fue concebida principalmente como el primer paso hacia la transición a una Zona de Libre Comercio de Asia Meridional (SAFTA) que condujera posteriormente a una Unión Aduanera, un Mercado Común y una Unión Económica. En 1995, la decimosexta sesión del Consejo de Ministros (Nueva Delhi, 18 y 19 de diciembre de 1995) acordó la necesidad de esforzarse por la realización de la SAFTA y, con este fin, se creó en 1996 un Grupo Intergubernamental de Expertos (IGEG) para identificar los pasos necesarios para avanzar hacia una zona de libre comercio. La Décima Cumbre de la SAARC (Colombo, 29-31 de julio de 1998) decidió crear un Comité de Expertos (COE) encargado de redactar un marco de tratado global para la creación de una zona de libre comercio en la región, teniendo en cuenta las asimetrías de desarrollo dentro de la misma y la necesidad de fijar objetivos realistas y alcanzables.
El Acuerdo SAFTA se firmó el 6 de enero de 2004 durante la duodécima cumbre de la SAARC celebrada en Islamabad, Pakistán. El Acuerdo entró en vigor el 1 de enero de 2006, y el Programa de Liberalización Comercial comenzó el 1 de julio de 2006. En virtud de este acuerdo, los miembros de la SAARC reducirán sus derechos al 20% para 2009. Tras la entrada en vigor del Acuerdo, se creó el Consejo Ministerial de la SAFTA (SMC), compuesto por los Ministros de Comercio de los Estados miembros. En 2012 las exportaciones de la SAARC aumentaron sustancialmente hasta alcanzar los 354.600 millones de dólares, frente a los 206.700 millones de 2009. Las importaciones también aumentaron de 330.000 millones de dólares a 602.000 millones en el mismo periodo. Sin embargo, el comercio intra-SAARC asciende a poco más del 1% del PIB de la SAARC. A diferencia de la SAARC, en la ASEAN (que en realidad es más pequeña que la SAARC en términos de tamaño de la economía) el comercio intrabloque se sitúa en el 10% de su PIB.
La SAFTA estaba prevista para avanzar gradualmente hacia la Unión Económica del Sur de Asia, pero la actual relación comercial e inversora intrarregional no es alentadora y puede resultar difícil alcanzar este objetivo. El comercio intrarregional de la SAARC apenas alcanza el cinco por ciento de la cuota del comercio intrarregional en el comercio global de Asia Meridional. Del mismo modo, la inversión extranjera directa también es pésima. El flujo de IED intrarregional se sitúa en torno al cuatro por ciento del total de la inversión extranjera.
El Banco Asiático de Desarrollo ha calculado que el comercio interregional en la región de la SAARC tenía el potencial de disparar las exportaciones agrícolas en 14.000 millones de dólares al año, desde el nivel actual de 8.000 millones de dólares hasta los 22.000 millones de dólares. El estudio del Banco Asiático de Desarrollo afirma que, frente al potencial promedio del comercio intrarregional de la SAARC de 22.000 millones de dólares al año, el comercio real en el sur de Asia ha sido sólo de unos 8.000 millones de dólares. Por lo tanto, el potencial no captado de comercio intrarregional es de 14.000 millones de dólares al año, es decir, el 68%.